# Santa Eulália (Elvas)
Santa Eulália is een plaats (freguesia) in de Portugese gemeente Elvas en telt 1330 inwoners (2001).